# Ангел Нанов
Ангел Нанов е лекар, работил в Битоля в началото на XIX век.

## Биография
Роден е в албанския град Пърмет и е християнин. Запазени са две декларации от 1817 година, направен пред верски съд, с които пациенти заявяват, че няма да търсят отговорност при несполучлива операция. И двете операции са на камъни в пикочния мехур. Едната е от 22 септември 1817 година от майката на дете, потурчена християнка. Втората е от Сулейман син на Мустафа от Хасанкьой, Саръгьолско, от 28 септември 1817 година.